# Radio Paula
Radio Paula es una estación radial chilena que transmite vía internet, fundada el 8 de marzo de 2008, orientada a la mujer. Su programación está basada en música de tipo adulto contemporáneo.
Es la sucesora de la radio Club FM, y es la última de las radios lanzadas del Grupo Dial. Puede concebirse como la extensión de la revista del mismo nombre editada y publicada por Copesa.

## Historia

### Etapa 106.9 FM
Desde marzo de 2008 y hasta mayo de 2014 ocupó el 106.9 MHz, cuando fue trasladada al 100.5 MHz (por la ley de radios comunitarias). Se mantuvo en ese dial desde esa fecha hasta su salida de la frecuencia modulada, a fines de septiembre de 2017, 

### Etapa 100.5 FM
En septiembre de 2017, la prensa confirmó que terminarían sus transmisiones en FM a contar del 30 de septiembre de 2017, tras casi 10 años emitiendo. El Grupo Dial vendió la frecuencia a la Cámara Chilena de la Construcción (CChC) por aproximadamente US$6 millones de dólares. El nuevo proyecto de CChC vio la luz el 26 de marzo de 2018, bajo el nombre de Pauta FM. Desde el 1 de octubre de 2017 continuó solo de forma en línea.

### Etapa 104.9 FM
El 9 de noviembre de 2020, la emisora vuelve al aire en la frecuencia modulada, debido a la nueva licencia de Radio Disney con Megamedia, que hizo finalizar la concesión de Copesa sobre ella. Finalizando su transmisión el 8 de junio de 2021, siendo reemplazada por Radio Colo Colo y después Radio Amor.

## Antiguas frecuencias
- 100.5 MHz, 104.9 MHz y 106.9 MHz (Santiago); la primera vendida y reemplazada por Pauta FM de la Cámara Chilena de la Construcción, la segunda vendida y reemplazada por Radio Colo Colo de Omar Gárate y después Radio Amor, todas sin relación con Grupo Dial/Copesa y la tercera disponible sólo para radios comunitarias.
- 102.1 MHz (Gran Valparaíso); vendida y reemplazada por Radio Beethoven, sin relación con Grupo Dial/Copesa.